# リュミエール兄弟
リュミエール兄弟（frères Lumière、リュミエールきょうだい）ことオーギュスト・マリ・ルイ・ニコラ・リュミエール（Auguste Marie Louis Nicolas Lumière、1862年10月19日 - 1954年4月10日）とルイ・ジャン・リュミエール（Louis Jean Lumière、1864年10月5日 - 1948年6月6日）は、フランスの映画発明者。「映画の父」と呼ばれる。世界初の実用カラー写真の開発者でもある。

## 来歴
父・アントワーヌ（1840年3月13日 - 1911年）はもともと肖像画家だったが、ダゲレオタイプを手にしてから写真館を開業していた。1881年に弟・ルイは父の仕事を手伝い始め、感光剤や写真乾板（ガラス乾板）の研究・改良を行った。ルイの研究が評判になったので、アントワーヌはリヨンに写真乾板の工場を開設。さらに、1890年頃にルイが開発した乾板感光剤「エチケット・ブルー（青ラベル）」が大ヒットした。
1894年、パリでアントワーヌはエジソンの開発したキネトスコープを目の当たりにした。父の勧めで兄弟は動画の研究を開始。キネトスコープを改良しスクリーンに投影することによって、一度に多くの人々が鑑賞できるシネマトグラフ・リュミエールを開発した。フィルムの長さは17メートルで、手で回すことで撮影・上映でき、映像は約50秒になる。
当時、義手や義足、写真機材等の製造を営んでいた二人は、自らの工場の近辺等で撮影を行い、1895年12月28日、パリのグラン・カフェ地階のサロン・ナンディアン（＝インドの間）（現ホテル・スクリーブ・パリ）で、その映像などを人々に有料公開（世界初の映画館ともされる）した。この中で、世界最初の実写映画は『工場の出口』である。また『ラ・シオタ駅への列車の到着』では、カメラに向かってくる汽車を見て観客が大騒ぎしたという伝説を産んだ（これについては異説もある。詳細は作品の項目を参照）。二人は1900年に開催されたパリ万博でも映画を上映しており、来場した世界中の人々を魅了している。一方で、リュミエール協会を立ち上げ世界中にカメラマンを派遣、日本を含む世界各地の最初期の映像を多く残した。
その後、二人はシネマトグラフの特許をパテに売り渡し映画事業から撤退するが、二人の活動に刺激を受けたエジソンは映画撮影のための施設を作り、劇映画製作に乗り出していった。
1907年、二人は世界初の実用カラー写真「オートクローム」を発売。これは、赤、緑、青（三原色）に染めた馬鈴薯澱粉をカラーフィルターにしたもの。従来の三色分解ワンショットカメラ（一度に三枚の乾板を使用）と違って乾板一枚だけで撮影できたので、アマチュアを中心に支持を集めた。1909年エリオット・クレッソン・メダル受賞。

## その他
日本ではリュミエール兄弟のシネマトグラフ映写機2台とフィルム8種が輸入され、1897年2月20日から大阪難波新地の南地演舞場で公開された。
また、1982年には映画発展のためのフランスの学術機関としてリヨンにリュミエール研究所が設立された。最初の映画の撮影も行われた父・アントワーヌの写真乾板工場跡地には、現在映画上映も行われているプルミエ・フィルムが建てられており、その向かいにはアントワーヌが1902年に建てた館を転用している「リュミエール美術館」がある。同研究所はこれらの施設の管理・運営も行っている。

## 主な作品
- 赤ん坊の食事
- 海 (映画)（フランス語版）
- 金魚釣り（英語版）
- 金魚鉢の中の金魚

- 工場の出口
- 出港する船（フランス語版）
- ダンス・インディアン（フランス語版）
- ナポリ (映画)（イタリア語版）
- 水をかけられた散水夫
- ラ・シオタ駅への列車の到着
- リヨンの写真会議への到着
- ル・ソー・ア・ラ・クーベルチュール（英語版）